# Gabriel-Jules Thomas
Gabriel-Jules Thomas, född 10 september 1824 i Paris, död där 7 mars 1905, var en fransk skulptör.
Thomas studerade vid École des beaux-arts och erhöll 1848 Romerska priset för Filoktetes. Bland hans följande arbeten märks Orfeus (1855), Attila (1857), Eva (1859), Vergilius (1861, i Luxembourgmuseet), Stefanus stenas (gavelbild på Saint-Étienne-du-Mont, 1864) samt annan kyrklig plastik, dessutom en staty av skådespelerskan mademoiselle Mars i Théâtre Français (1865), karyatider i samma teaters salong, Världsdelarna (1872 i Banque de France) och en staty av Jean-François Landriot (1875, vann salongens hedersmedalj). Thomas blev professor vid École des beaux-arts 1884.